# Maistrova ulica (Maribor)
Maistrova ulica ist der Name einer Straße in den Bezirken Center und Ivan Cankar der Stadtgemeinde Maribor, Slowenien.
Sie ist die südöstliche Begrenzung des Stadtparks und benannt nach dem Offizier und Dichter Rudolf Maister (1874 bis 1934).

## Geschichte
Die Straße wurde in den 1870er Jahren unter dem Namen Bismarck-Straße neu angelegt und wurde bis 1919 sowie unter der deutschen Besatzung zwischen 1941 und 1945 so genannt. 1919 und dann endgültig 1945 erhielt sie den heutigen Namen.

## Lage
Die Straße ist die nach Osten führende Fortsetzung der Mladinska ulica und beginnt an deren Kreuzung mit der Ulica heroja Tomšiča. Sie verläuft – parallel zur südlich gelegenen Razlagova ulica – bis zu Kreuzung Kersnikova ulica und Boris-Kidrič-Platz.

## Abzweigende Straßen
Die Maistrova ulica berührt folgende Straßen und Orte (von Westen nach Osten): Ulica heroja Staneta, Prešernova ulica und Cankarjeva ulica.